# Hollywood Hijinx
Hollywood Hijinx (auf Deutsch etwa Hollywood-Extravaganzen) ist ein Computerspiel des US-amerikanischen Entwicklungsstudios Infocom aus dem Jahre 1986. In dem humorvollen Textadventure muss der Spieler eine Nacht in der Villa seiner verstorbenen Tante verbringen, um sein Erbe antreten zu können.

## Handlung
Die Spieler ist ein Neffe des fiktiven Hollywood-Produzenten Buddy Burbank. Dieser war bekannt für billig gedrehte B-Movies, hatte in späteren Jahren aber auch teurere Produktionen produziert. Jahre nach dem Tod von Buddy stirbt auch seine Witwe Hildegarde. Als Lieblingsneffe des kinderlosen Ehepaares erhält der Spieler die Möglichkeit, das Burbank-Anwesen zu erben. Hierfür muss er allerdings innerhalb einer Nacht in der Burbank-Villa zehn besondere Objekte aus den Filmen des Regisseurs finden, sonst fällt das Erbe an seinen Cousin Herman. Die Villa ist voll mit Requisiten und Mechanismen aus Buddys Filmen. Hat der Spieler alle benötigten Requisiten gefunden, nimmt das Geschehen eine dramatische Wendung: Es stellt sich heraus, dass Herman Hildegarde entführt, ihren Tod vorgetäuscht und ihr Testament gefälscht hat. Der Spieler besiegt Herman im Kampf und kann seine geliebte Tante wieder in die Arme schließen.

## Spielprinzip und Technik

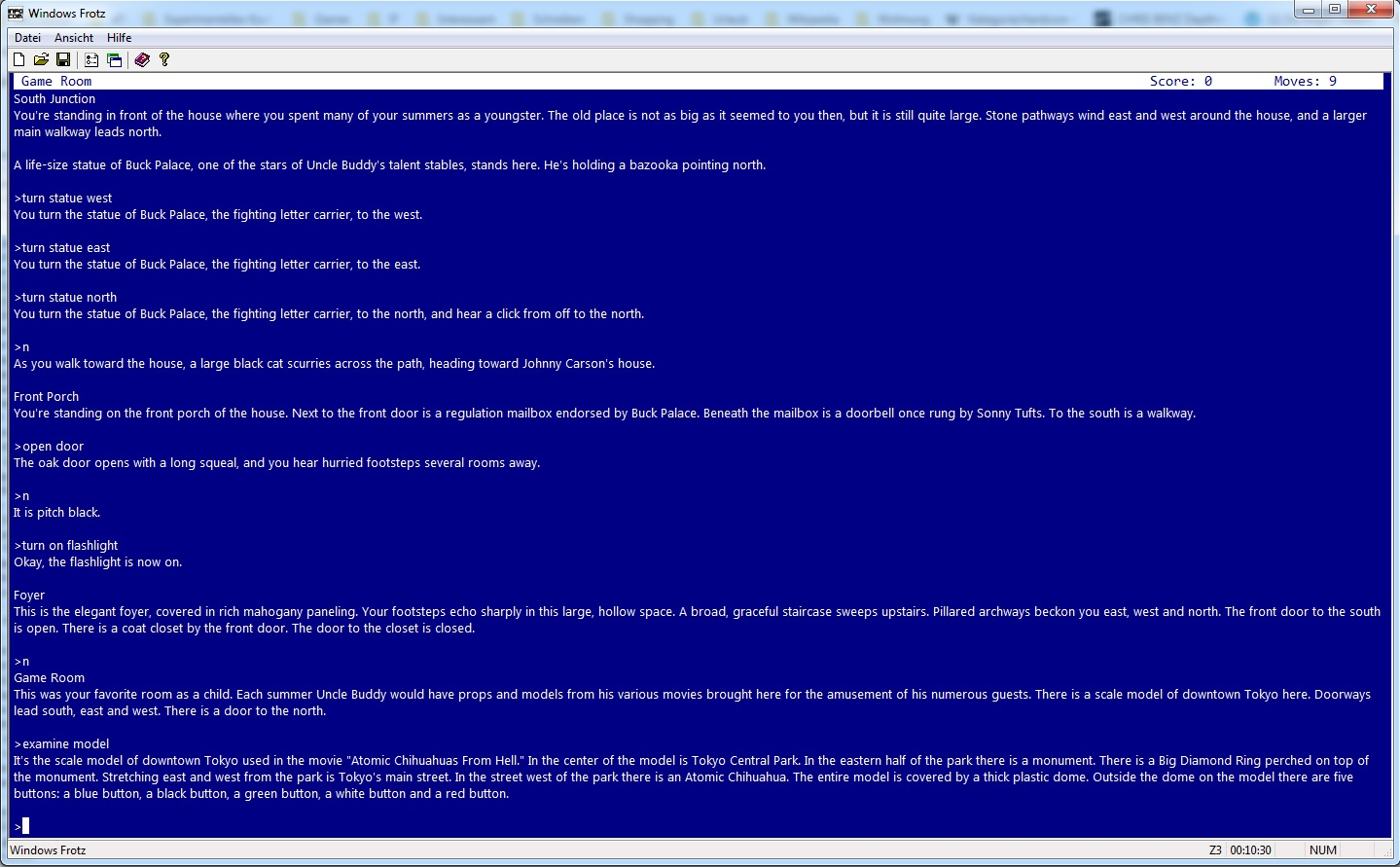
Spielszene

Hollywood Hijinx ist ein Textadventure, das heißt, Umgebung und Geschehnisse werden als Bildschirmtext ausgegeben und die Visualisierung obliegt zum größten Teil der Fantasie des Spielers. Die Steuerung der Spielfigur erfolgt über Befehle, die der Spieler mittels der Tastatur eingibt und die von einem Parser abgearbeitet werden. Die Befehle sind in natürlicher Sprache gehalten und lassen den Spielcharakter mit seiner Umwelt interagieren. Der Spieler kann sich so durch die Spielwelt bewegen, Gegenstände finden, sie auf die Umgebung oder andere Gegenstände anwenden und mit NPCs kommunizieren. Mit fortschreitendem Handlungsverlauf werden weitere Orte der Spielwelt freigeschaltet.
Das Spiel ist im Gegensatz zum Gros der Textadventures nicht linear; die Reihenfolge, in der die zehn Schätze gesucht werden müssen, ist beliebig.

## Produktionsnotizen
Autor Dave „Hollywood“ Anderson war in einer Sägemühle tätig gewesen, bevor er 1983 auf eine Stellenanzeige hin Spieletester bei Infocom wurde, ohne vorher in Kontakt mit Computerspielen gekommen zu sein. Zum Design von Hollywood Hijinx kam er durch Zufall: 1986 wurde Infocom durch Activision aufgekauft. Die neue Mutter forderte eine Verdopplung des Spieleoutputs. Infocom hatte hierfür nicht ausreichend Autoren zur Verfügung und kein Geld für das Anwerben und Trainieren externer Autoren. Die Aufgabe, ein neues Spiel zu schreiben, wurde dem mit drei Jahren Erfahrung dienstältesten Spieletester Anderson angetragen, wobei die initiale Idee von seiner Kollegin Liz Cyr-Jones stammte. Für beide war es die einzige Beteiligung am Kreativprozess bei der Spieleproduktion. Da sich Anderson weder mit der Programmierung der Z-machine noch mit B-Movies auskannte, benötigte er viel Hilfestellung von anderen Infocom-Autoren und insbesondere von Brian Moriarty, der ihm Hintergrundwissen zum Thema Filme vermittelte. Über das Ergebnis urteilte die deutsche Happy Computer: „Der Programmierer scheint ein echter Kenner der Kino-Szene zu sein.“ Arbeitstitel des Spiels war Aunt Hildegarde's Secret.
Als Beilagen („Feelies“) enthielt Hollywood Hijinx das Testament von Tante Hildegarde, ein signiertes Foto von Onkel Buddy, eine Ausgabe des fiktiven Klatschmagazins Tinsel World (das zum großen Teil von Brian Moriarty geschrieben wurde) sowie einen Plastik-Sektquirl in Form einer Palme. Diese Beilagen werden im Spiel referenziert und stellen mithin einen Kopierschutz dar. Beispielsweise muss zu Beginn des Spiels eine Statue in einer bestimmten Reihenfolge in verschiedene Richtungen gedreht werden; die Richtungen und die Reihenfolge ergeben sich aus einem Gedicht auf der Rückseite eines Fotos von Buddy Burbank, das dem Spiel beilag.

## Rezeption
Mit weniger als 20.000 verkauften Kopien war Hollywood Hijinx das zum damaligen Zeitpunkt kommerziell erfolgloseste Produkt der Firma.
Das Spiel erhielt größtenteils positive Bewertungen. Die deutsche Happy Computer sah ein Adventure, „das von Gags, Anspielungen und Satire nur so wimmelt“. Rezensent Boris Schneider lobte den Parser, der mit fast jeder Eingabe zurechtkomme, und die humorvollen und anspielungsreichen Beilagen. In Summe sei Hollywood Hijinx „ein Muß für alle englischsprechenden Adventure- und Kinofreunde“.
Die Computer Gaming World stellte heraus, dass das Spiel mehrere Sackgassen enthält, in denen Fehlverhalten des Spielers das Spiel in einen Zustand versetzt, in dem es nicht mehr lösbar ist. Das Magazin merkte außerdem an, dass die Größe der Spielwelt im Vergleich zu anderen Spielen recht begrenzt sei.
Der Ludohistoriker Jimmy Maher urteilte retrospektiv über Hollywood Hijinx, es sei im Gegensatz zu anderen Infocom-Spielen „unessenziell“ und das am wenigsten innovative Spiel der Firma. Er lobte Andersons Schreibstil, kritisierte aber mehrere Rätsel des Spiels als demotivierend und unrealistisch. Der Allmusic-Ableger Allgame stellte 2014 den hohen Schwierigkeitsgrad und das umfangreiche Hilfesystem des Spiels positiv heraus. Es erwähnte den genretypisch geringen Wiederspielwert von Hollywood Hijinx.